# اتورینو رسپیگی

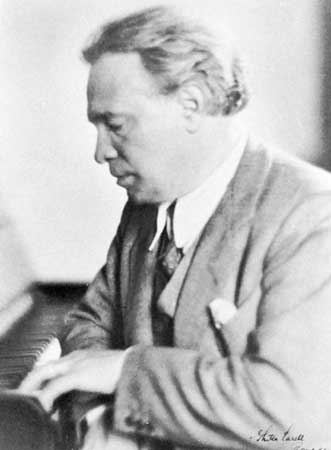
اوتورینو رسپیگی ۱۹۳۵

اُتورینو رِسپیگی (به ایتالیایی: Ottorino Respighi) آهنگساز ایتالیایی در ۹ ژوئیه ۱۸۷۹ در بولونیا به دنیا آمد و در ۱۸ آوریل ۱۹۳۶ در رم درگذشت.

## برخی از آثار
- سونات ویلن
- فانتزی برای پیانو و ارکستر
- سوئیت برای ارکستر کوچک
- توکاتا برای پیانو و ارکستر
- آداجیو و واریاسیونها برای ویلنسل و ارکستر

## شنیدن آثار
- deezer
- youtube